# Trattinnickia mensalis
Trattinnickia mensalis é uma espécie de  planta do gênero Trattinnickia e da família Burseraceae também chamada de amescla  ou amescla tapina.

## Taxonomia
A espécie foi descrita em 1999 por Douglas C. Daly.

## Forma de vida
É uma espécie terrícola e arbórea.

## Conservação
A espécie faz parte da Lista Vermelha das espécies ameaçadas do estado do Espírito Santo, no sudeste do Brasil. A lista foi publicada em 13 de junho de 2005 por intermédio do decreto estadual nº 1.499-R.

## Distribuição
A espécie é endêmica do Brasil e encontrada nos estados brasileiros de Bahia e Espírito Santo.
A espécie é encontrada no domínio fitogeográfico de Mata Atlântica, em regiões com vegetação de floresta estacional semidecidual.